# 마쓰오카 조지
마쓰오카 조지(松岡 錠司, 1961년 11월 7일 ~)는 일본의 영화 감독이다. 아이치현 이치노미야시 출신이며, 아이치 현립 이치노미야 고등학교, 니혼 대학 예술학부 영화과를 졸업했다.

## 감독 작품

### 영화
- 《물장구치는 금붕어》 (1990년)
- 《반짝반짝 빛나는》 (1992년)
- 《화장실의 하나코씨》 (1995년)
- 《안녕 쿠로》 (2003년)
- 《오다기리 조의 도쿄 타워》 (2007년)
- 《환희의 노래》 (2008년)
- 《스노우 프린스: 금지된 사랑의 멜로디》 (2009년)
- 《심야식당》 (2015년)

### 드라마
- 《심야식당》 (2009년)
- 《심야식당 2》 (2011년)

## 수상
- 제15회 호치 영화제 신인상 (《물장구치는 금붕어》)
- 제5회 다카사키 영화제 신인감독 그랑프리 (《물장구치는 금붕어》)
- 제31회 일본 아카데미상 최우수감독상 (《도쿄 타워》)